# Марафон-Сіті (Вісконсин)
Марафон-Сіті (англ. Marathon City) — селище (англ. village) в США, в окрузі Марафон штату Вісконсин. Населення — 1576 осіб (2020).

## Географія
Марафон-Сіті розташований за координатами 44°55′58″ пн. ш. 89°51′4″ зх. д. / 44.93278° пн. ш. 89.85111° зх. д. (44.932881, -89.851012).  За даними Бюро перепису населення США в 2010 році селище мало площу 6,25 км², з яких 6,23 км² — суходіл та 0,02 км² — водойми.

## Демографія
Згідно з переписом 2010 року, у селищі мешкали 1524 особи в 638 домогосподарствах у складі 447 родин. Густота населення становила 244 особи/км².  Було 680 помешкань (109/км²).
Расовий склад населення:
| - 96,9 % — білих - 1,3 % — азіатів - 0,1 % — корінних американців - 0,1 % — чорних або афроамериканців - 1,2 % — осіб інших рас |

До двох чи більше рас належало 0,4 %. Частка іспаномовних становила 1,8 % від усіх жителів.
За віковим діапазоном населення розподілялося таким чином: 23,2 % — особи молодші 18 років, 59,0 % — особи у віці 18—64 років, 17,8 % — особи у віці 65 років та старші. Медіана віку мешканця становила 43,2 року. На 100 осіб жіночої статі у селищі припадало 91,9 чоловіків;  на 100 жінок у віці від 18 років та старших — 93,6 чоловіків також старших 18 років.
Середній дохід на одне домашнє господарство  становив 61 706 доларів США (медіана — 60 417), а середній дохід на одну сім'ю — 75 384 долари (медіана — 70 326). Медіана доходів становила 49 375 доларів для чоловіків та 37 500 доларів для жінок. За межею бідності перебувало 6,4 % осіб, у тому числі 4,7 % дітей у віці до 18 років та 6,0 % осіб у віці 65 років та старших.
Цивільне працевлаштоване населення становило 717 осіб. Основні галузі зайнятості: виробництво — 31,1 %, освіта, охорона здоров'я та соціальна допомога — 24,1 %, роздрібна торгівля — 7,9 %, фінанси, страхування та нерухомість — 6,4 %.